# Deep Forest
Deep Forest é um grupo musical constituído por dois músicos franceses: Michel Sanchez e Eric Mouquet. Eles compõem um novo tipo de World Music, às vezes chamada Étnica Electrônica, à mistura étnica com sons eletrônicos e dance beats ou chillout. O seu som tem sido descrito como uma "etno-introspectivo ambient world music". Eles foram nomeados para um Grammy Award em 1993 na categoria Melhor Álbum de World Music, e em 1996 eles ganharam o prêmio para o álbum Boheme. O grupo também ganhou na classe World Music de '95 (o grupo francês com o mais alto nível mundial de vendas - seus álbuns têm vendido mais de 10 milhões de cópias).

## História
Michel Sanchez surgiu com a ideia de misturar "Cânticos de Baka Pigmeu" com Música Moderna ouvida no local de gravações destas tribos. Juntamente com Eric Mouquet que criou o projeto Deep Forest. O seu primeiro álbum auto-intitulado Deep Forest (nomeado para um Grammy), foi libertado em 1992, com "Sweet Lullaby" o que colocaria Deep Forest no mapa musical (UK Top 10 hits). A canção "Sweet Lullaby" é uma adaptação de uma canção tradicional das Ilhas Salomão. O álbum Deep Forest Mix foi conduzido e as amostras foram digitalizadas e pesadamente editadas. Foi relançado como uma edição limitada em 1994 sob o nome de World Mix.
Para o seu segundo álbum Boheme, Eric e Michel deixaram para trás os sons da floresta e aventuraram-se na Europa Oriental trazendo "lonesome húngara" e "cigana com cânticos otimista", ainda triste, a música. Devido a essa mudança, Dan Lacksman (a partir de Telex, produtor e engenheiro de som, do primeiro álbum) decidiu ir a sua forma separada e continuou trabalhando em outros projetos como "Pangea". Os cânticos não eram mais breves, frases foram à mostras em Húngaro e Transilvânia no CD. A dupla colaborou com Joe Zawinul durante a gravação do álbum.
O duo também realizados e produzidos os remixes para a Youssou N'Dour único "Indecisos", em 1994, com vocais pelo hóspede Neneh Cherry (que figuram no N'Dour's break-through único "Sete Segundos"). Nesse mesmo ano Deep Forest fez remixes para Jon Anderson 's "deseo", Apollo 440' s "Liquid Cool" e Cesaria Évora 's "Minha fadiga é interminável". Em 1996 colaborou com Deep Forest Peter Gabriel sobre a canção "While the Earth Sleeps", que foi escrita para o filmeStrange Days.
O terceiro álbum Comparsa, contendo Espanhol em cânticos e sons. A música é muitas vezes otimista e comemorativa. A última canção do álbum "Media Luna", que também foi lançada como única, dispõe de cantores espanhóis e sírios, Abed Azrei e Ana Torroja. A gravação do seu concerto ao vivo no Japão também foi lançado em um CD chamadoMade in Japan. Apesar de todas as canções apresentadas na mostra são a partir dos últimos três álbuns, que muitas vezes já tem um novo regime e de todos os cânticos são realizados ao vivo e reinterpretadas pelos artistas.
Em 1999 trabalhou com Deep Forest Cheb Mami e Catherine Lara sobre a canção "L'Enfant" Flor ", que tinha sido composta para Sol En Si (um francês que ajuda caridade HIV da família).
Em 2000, Deep Forest lança seu quarto álbum, entitulado Pacifique. O álbum mistura batidas da ilha do Pacífico com música eletrônica.
Music Detected foi o título do seu quinto muito antecipou-oficial Deep Forest álbum, que viu a dupla voltar as suas atenções para o Extremo Oriente e do Oriente para a inspiração. Ele também assinalou uma mudança no estilo musical de Deep Forest, de dança para um rock-mais influência.
Em 2003 Deep Forest liberada uma compilação álbumEssence of Deep Forest, com algumas faixas remasterizadas.

## Música para filmes
Deep Forest tem duas faixas de trilhas sonoras para o filme 1995Strange Days: "Coral Lounge" e "Enquanto a Terra Sleeps" (featuring Peter Gabriel).
Um dos Deep Forest músicas, "Night Bird", foi usado no filme 1996 versão deA Ilha do Dr. Moreau.
Em Dezembro de 2000, Deep Forest compõe uma trilha sonora para o filme francêsLe Prince do Pacífico. O álbum, intituladoPacífico, é um regresso a um ambiente mais melancolia e som, com piano temas acima equitação moody synth texturas, das Ilhas do Pacífico cânticos, áspero synth-conduz percussão e electrónica.
Em 2004, o duo composto uma trilha sonora para os japoneses filmeKusa n. Ran.
A canção "Sweet Lullaby" foi usada como a música do fundo para Matt Harding 's viral vídeo "Where the hell is Matt?".

## Lateral projectos
Sanchez e MOUQUET Ambos têm trabalhado ao longo de uma variedade de projectos e longarinas álbuns solo. Sanchez possui dois álbuns a solo e produzido Wes's debut album bem sucedido, enquanto o grupo criado MOUQUET Dao Dezi, colaborou com Catherine Lara e arranjados Thorgal, ele compôs e produziu canções para Ana Torroja (Mecano), Jean Sebastien Lavoie, e, recentemente, compôs e produziu canções de Josh Groban.
Eric MOUQUET está agora a preparar 3 álbuns no estilo Deep Forest primeiro álbum, Deep Brasil, África e Deep Deep China.
Todos estes álbuns são agrupados sob o nome genérico de Deep Projetos.

## Performances ao vivo
Deep Forest teve o seu primeiro concerto ao vivo em 1996 na G7 Cimeira de Lyon, França. Eles continuaram a partir daí para o Deep Forest 96 'turnê mundial. Durante o 96 'tour, Deep Forest realizadas uma série de espectáculos em França, Hungria, Grécia, Austrália, Japão, Polónia e E.U.A..
Após a conclusão da existência de um Comparsa 98 'turnê mundial. Desde 98 ', verificaram-se inúmeras actuações ao vivo, incluindo a imagem Shows. O 'Imagem' concertos tiveram lugar no Japão. Os concertos foram baseados em torno da 'Imagem' álbum (semelhante a Pure Moods), e apresentou uma série de famosos artistas japoneses, incluindo também Deep Forest.

## Donativos
Uma percentagem das receitas provenientes Deep Forest's debut album pigmeu vendas foi para o Fundo, criado para auxiliar o Zaire pigmeus na transição entre nómadas agrária para subsistência, e para prestar cuidados de saúde adequados.
Uma parte do produto do "Boheme 'vá para o Gyoörgy Martin Foundation, que ajudas em matéria de protecção do romani (cigana) cultura da Hungria.
Deep Forest também apoia activamente o Sana Madagáscar Associação começando com "Comparsa". "O objetivo do Sana Madagáscar Associação é contribuir para a protecção do ambiente, para recolher preciosos instrumentos e gravações, a fim de permitir a malgaxes homem para salvar a sua cultura, sua natureza e sua música tradicional." faq01.htm # df_name

## Influências
Mouquet foi influenciado por seus interesses em house e techno music.

## Prêmios

### Candidaturas em França e nos E.U.A.
- 1993: Grammy Awards Best Album - World Music
- 1993: MTV Awards Melhor Vídeo - Sweet Lullaby
- 1993: Victoires de la Musique Best Album - World Music
- 1993: Victoires de la Musique Melhor Grupo do Ano
- 1995: World Music Awards Winner - com o maior grupo francês 1995 vendas mundiais
- 1996: Vencedor Grammy Awards - Best Album - World Music
- 1996: Victoires de la Musique - Melhor Grupo do Ano
- 1996: Victoires de la Musique - Best Album - World Music

## Discografia

### Álbuns
- 1992 -Deep Forest(mais de 3 milhões álbum vendas)
- 1994 -World Mix(re-lançamento do álbum 1992)
- 1995 -Boheme(mais de 4 milhões de álbuns vendidos)
- 1998 -Comparsa(mais de 1 milhão de álbuns vendidos)
- 1999 -Made in Japan(live album) (150 000 exemplares vendidos)
- 2000 -Pacífic
- 2002 -Music Detected
- 2002 - "Malo Korrigan" música tema
- 2003 -Essence of Deep Forest
- 2004 -Kusa no Ran(edição limitada em Japão apenas)
- 2008 -Deep Brasil (Projeto Deep-Projects)
- 2013 - Deep India
- 2013 -Deep Africa
- 2016 - Evo-Devo
- 2018 - Epic Circuits

### Singles
- 1992 - "Deep Forest" / UK # 20 |
- 1992 - "Sweet Lullaby" / UK # 10, E.U. # 78 - mais de 10 milhões de cópias vendidas
- 1992 - "White Whisper"
- 1993 - "Forest Hymn"
- 1994 - "Savana Dance" / UK # 28
- 1994 - "Indecisos" (colaboração com a Youssou N'Dour)
- 1995 - "Boheme"
- 1995 - "Boheme" (o remixes)
- 1995 - "Marta's Song" / UK # 26
- 1995 - "Marta's Song" (o remixes)
- 1996 - "While Earth Sleeps" (colaboração com Peter Gabriel)
- 1996 - "Bohemian Ballet" (promo)
- 1997 - "Cry Freedom"
- 1997 - "Madazulu"
- 1998 - "Media Luna"
- 1998 - "meio-dia Sun"
- 1999 - "Caça" (Live)
- 1999 - "Sweet Lullaby" (ao vivo)
- 2000 - "Pacífico"
- 2002 - "Espécies Ameaçadas"
- 2002 - "Malo Korrigan"
- 2002 - "Will You Be Ready" (promo)